# Vành chính
Trong toán học, một vành chính (hay một PID - principle ideal domain) là một miền nguyên mà mọi i-đê-an đều là i-đê-an chính, tức sinh bởi một phần tử duy nhất.
Một vành giao hoán i-đê-an chính là một vành giao hoán mà trong đó mọi i-đê-an là i-đê-an chính (nó khác với vành chính ở chỗ nó có thể có ước của 0).
Một vành i-đê-an chính là một vành (không nhất thiết giao hoán) mà trong đó mọi i-đê-an là i-đê-an chính.

## Ví dụ
- {\displaystyle K}: bất kỳ trường nào,
- {\displaystyle \mathbb {Z} }: vành số nguyên,[2]
- {\displaystyle K[x]}: các vành đa thức
- {\displaystyle \mathbb {Z} [i]}: vành số nguyên Gauss [3],

### Phản ví dụ
Một số vành không phải là PID
- {\displaystyle \mathbb {Z} [{\sqrt {-3}}]} không phải là một vành phân tách duy nhất, vì {\displaystyle 4=2\cdot 2=(1+{\sqrt {-3}})(1-{\sqrt {-3}}).} Do đó nó không phải là một PID.